# The Woodsman
Pour plus de détails, voir Fiche technique et Distribution.
The Woodsman, ou La Peur du loup au Québec, est un film américain réalisé par Nicole Kassell sorti en 2004.

## Synopsis
Walter a passé douze années en prison pour pédophilie. Libéré sur parole après avoir purgé sa peine, il revient dans sa ville natale où il a emménagé dans un appartement en face d'une école primaire et décroche un emploi dans une scierie, où il rencontre Vicki, une jeune femme au franc parler qui refuse de le juger de par son passé, avec laquelle il va entamer une relation.
Mais il a perdu tout contact avec sa sœur, a peur que ses collègues de travail découvrent son passé et est harcelé par un policier, il doit également lutter contre ses propres démons.

## Fiche technique
- Titre Original : The Woodsman
- Titre Québécois : La Peur du loup
- Réalisation : Nicole Kassell
- Scénario : Steven Fechter, Nicole Kassell
- Pièce de théâtre homonyme écrite par Steven Fechter
- Casting : Kerry Barden, Mark Bennett
- Costumes : Frank L. Fleming
- Décors : Christine Wick
- Musique : Nathan Larson
- Photographie : Xavier Grobet
- Producteurs : Kevin Bacon, Lee Daniels, Marvet Britto
- Sociétés de production : Dash Films, Lee Daniels Entertainment, The Woodsman LLC
- Société de distribution : Sony Pictures Home Entertainment,One Plus One
- Pays d'origine :  États-Unis
- Format :  couleur – 35 mm – 1,85:1 – son Dolby Digital
- Langue originale : anglais
- Genre :  drame
- Durée :  87 minutes
- Date de sortie : 
  -  États-Unis Sundance Film Festival : 19 janvier 2004
  -  France : Festival de Cannes : 16 mai 2004
    -  États-Unis : 25 février 2005
    -  France : 15 mars 2006
- Sortie DVD : 
  -  États-Unis : 12 avril 2005
  -  France : 29 août 2006

## Distribution
Légende : Version Française = VF[réf. nécessaire] et Version Québécoise = VQ
- Kevin Bacon (VF : Philippe Vincent ; VQ : Benoit Rousseau) : Walter
- Kyra Sedgwick (VF : Valérie Nosrée ; VQ : Linda Roy) : Vicki
- Mos Def (VQ : Marc-André Bélanger) : Lucas
- Benjamin Bratt (VF : Thierry Desroses ; VQ : Pierre Auger) : Carlos
- Eve : Mary-Kay
- David Alan Grier : Bob
- Hannah Pilkes (VQ : Sarah-Jeanne Labrosse) : Robin
- Kevin Rice : Candy
- Michael Shannon (VF : Constantin Pappas ; VQ : Benoit Éthier) : Rosen
- Carlos Leon : Pedro
- Gina Philips (VQ : Camille Cyr-Desmarais) : Nicole Walker

## Autour du film
Pour sa seconde expérience en tant que producteur exécutif, Kevin Bacon joue avec son épouse Kyra Sedgwick pour la cinquième fois consécutive. C'est de plus la deuxième fois qu'il interprète un rôle de délinquant sexuel (Sleepers).

## Distinctions

### Prix
- Festival du cinéma américain de Deauville 2004 [3]
  - Prix du jury : Nicole Kassell
- Black Reel Awards 2005
  - Meilleur acteur de film indépendant : Yasiin Bey
  - Meilleur film indépendant : Lee Daniels, Marvet Britto
- Boston Society of Film Critics 2004
  - 2e place pour la meilleure jeune cinéaste : Nicole Kassell

### Nominations
- Festival du cinéma américain de Deauville 2004
  - Grand Prix : Nicole Kassell
  - Prix de la Critique Internationale : Nicole Kassell
  - Prix Première : Nicole Kassell
  - Prix du Public : Nicole Kassell
- Festival international du film d'Aubagne 2006
  - Compétition - Longs métrages
- Black Reel Awards 2005
  - Meilleure actrice de film indépendant : Eve
- British Independent Film Awards 2005
  - Meilleur film indépendant étranger
- festival international du film de Chicago 2004
  - Meilleur long métrage :  Nicole Kassell